# Croix de Saint-Roch

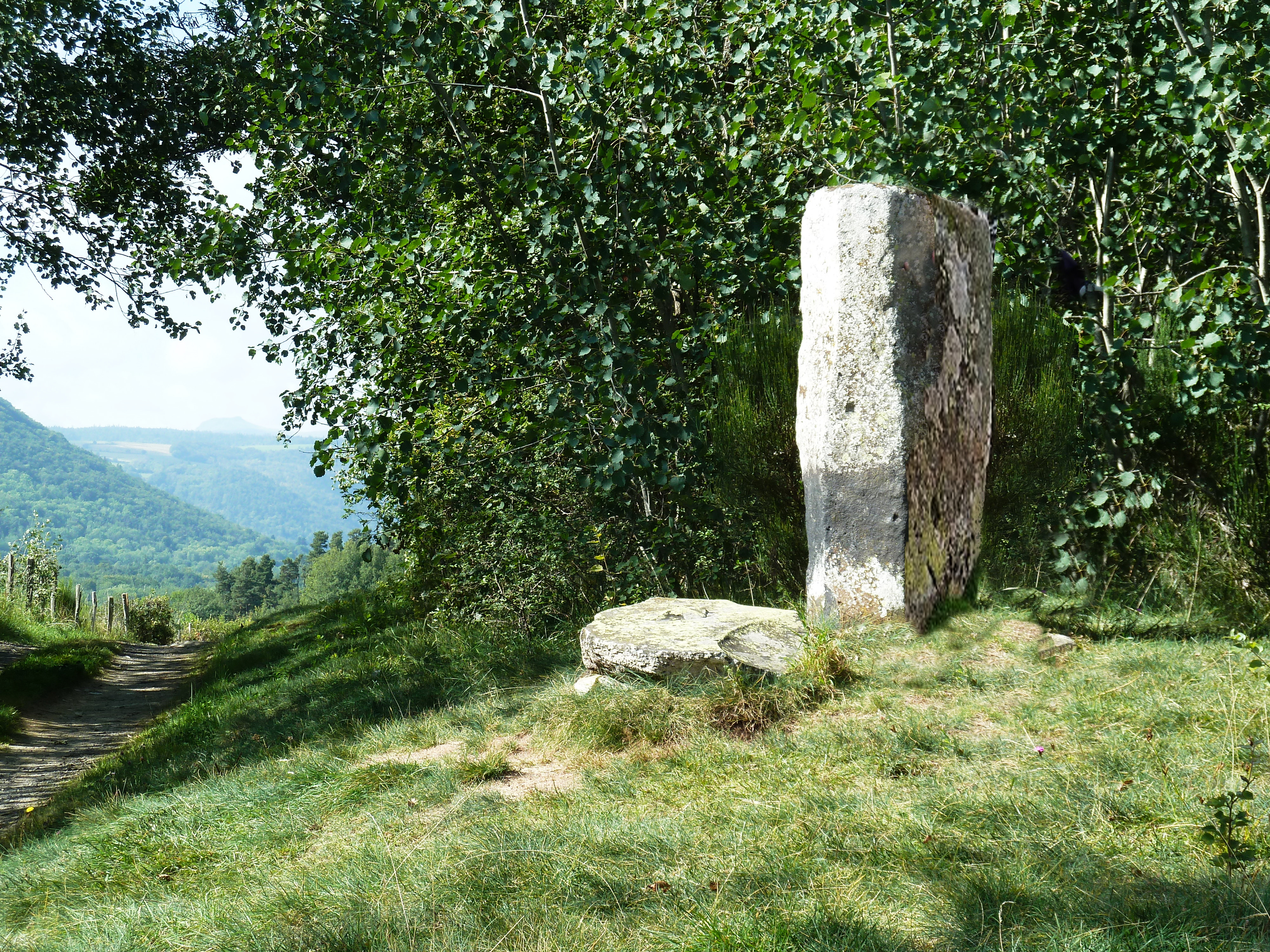
Menhir Croix von Saint-Roch

Der Menhir Croix de Saint-Roch (auch Menhir de Saint-Roch, Menhir à Sapchat, Menhir de Freydefond genannt) steht westlich von Saint-Nectaire im Département Puy-de-Dôme in Frankreich.
Der früher christianisierte Menhir ist etwa 2,0 Meter hoch und besteht aus einem sechseckigen Block aus kristallinem, vulkanischem Basalt, der lokal Orguen (deutsch „Orgelpfeife“) genannt wird. 
Er hat seinen Namen von einem eisernen Kreuz, das Saint-Roch gewidmet war, und zu Beginn des Mittelalters auf dem Stein stand. Das Kreuz existiert nicht mehr und der Stein hat wieder sein ursprüngliches Aussehen.
Am Sonntag nach dem 16. August, dem Fest von Saint Roch, gingen die Leute von Saint Nectaire und Sapchat in einer Prozession zum Menhir. Sie kamen gemäß einem gegebenen Gelübde aus der Zeit der Pest, die nach dem Gelübde plötzlich aufgehört hatte.
In der Nähe liegen der Dolmen von Saillant und der Dolmen von Saint-Nectaire-le-Bas.